# Miljan Miljanić
Miljan Miljanić (szerbül: Миљан Миљанић) (Bitola, 1930. május 4. – Belgrád, 2012. január 13.), jugoszláv-szerb labdarúgó, edző.
Miljan Miljanić Bitola városában született a Vardar Bánság területén az egykori Jugoszláviában. Élete első éveit a mai Macedónia területén töltötte.
Edzői karrierje során az FK Crvena zvezda csapatával négy bajnoki címet szerzett, majd irányította a Real Madridot is, mellyel két spanyol bajnoki címet, valamint egy kupagyőzelmet ünnepelhetett, ráadásul az 1974-1975-ös idényben hazai porondon mindkét klubtrófeát begyűjtötte a Királyi Gárdával. Az 1982-1983 szezonban egy másik spanyol élcsapat, a Valencia kispadján ült, azonban csak a 17. helyen végzett a kasztíliai csapattal. Az 1974-es és az 1982-es világbajnokságon ő volt a jugoszláv válogatott szövetségi kapitánya. 
1985-ben befejezte edzői pályafutását, majd a Jugoszláv labdarúgó-szövetség elnöke lett, ezt a posztot pedig annak megszűnéséig, 2001-ig betöltötte.  
Az az 1970-es és 1980-as évek meghatározó edzői közé tartozott, olyan edzőnagyságok tanutak tőle, mint Ciro Blažević, Ivica Osim és Todor Veselinović.

## A Real Madridnál
Miután a Real Madrid 1974 februárjában hazai pályán 0-5 arányban vereséget szenvedett a Johan Cruijff vezette Barcelonától, a klub elnöke, Santiago Bernabéu Yeste Miljanićot nevezte ki a spanyol csapat élére július 5-én. (Rövid ideig megbízott edzőként Luis Molowny irányított) A szerb edző egyetlen feltétele az volt, hogy honfitársa,  Srećko "Felix" Radišić legyen az erőnléti klub edzője.  Kapusedzőnek Juan Santisteban, segédedzőnek Antonio Ruiz Cervilla érkezett. 
Miljanić számos újítást vezetett be, a fizikai és taktikai felkészítésre helyezte a fő hangsúlyt, napi két-három edzést vezetett, ami nagy felháborodást okozott. A spanyol csapatra addig jellemző rövid passzos játék helyett, a gyors ellentámadásokra és a hosszú előreívelésekre építette taktikáját. Pirrit, a csapat középpályását gyakran a hátvédsorban szerepeltette, míg a középpályán Santillana mozgatta a csapatot, elől pedig az új igazolás, Roberto Juan Martínez volt a felelős a gólokért. Miljanić csapatában kulcsszerep hárult a kapus Miguel Ángelre, védekező középpályás Vicente del Bosquera, a veterán jobbszélső Amancio Amaróra, német középpályás Günter Netzerre, az akkor szerződtetett Paul Breitnerre, és a fiatal védőre, José Antonio Camachóra. A kritikák ellenére a csapat a bajnokságot és a kupát is megnyerte, a KEK-ben azonban a negyeddöntőben búcsúzott, épp a FK Crvena zvezda ellen. Érdekesség, hogy Miljanić 1975 márciusában nem utazott el a kupapárharc belgrádi visszavágójára, mondván „Nem árulhatom el a szívem” , ehelyett a meghívott újságírókkal nézte a mérkőzés tévéközvetítését. A Real Madrid 2-0-s vereséget szenvedett és kiesett.  
Az 1976-1977-es idényt trófea nélkül zárta a madridi klub, majd miután a következő szezon nyitófordulójában vereséget szenvedett a Salamancától, 1977 szeptemberében Miljanićot menesztették.  

## Magánélete
Miljanić házas volt, feleségétől, Olivera „Vera” Reljićtől két gyermeke született, Miloš Miljanić, aki később szintén labdarúgó lett, és a lánya, Zorka. Hosszasan szenvedett az Alzheimer-kór tüneteitől, végül 2012. január 13-án, 81 éves korában hunyt el. Tiszteletére a soron következő Mallorca elleni bajnokiján a Real Madrid játékosai és José Mourinho akkori vezetőedző is gyász karszalagot viselt. 

## Sikerei, díjai
- Jugoszláv bajnok (4): 1967–68, 1968–69, 1969–70, 1972–73
- Jugoszláv kupagyőztes (3): 1967–68, 1969–70, 1970–71
- Közép-európai kupa (1): 1967–68

Real Madrid
- La Liga (2): 1974–75, 1975–76
- Copa del Rey (1): 1974–75

## Külső hivatkozások
- Statisztikája a spanyol bajnokság honlapján
- BDFutbol profil